# Elezioni europee del 2019 in Portogallo
Le elezioni europee del 2019 in Portogallo si sono tenute domenica 26 maggio per eleggere i 21 membri del Parlamento europeo spettanti al Portogallo.

## Risultati
| Liste  | Liste | Gruppo      | Voti      | %     | Seggi |
| ------ | --- | ----------- | --------- | ----- | ----- |
|        | Partito Socialista (PS)                                                                                         | S&D         | 1.106.345 | 35,87 | 9     |
|        | Partito Social Democratico (PSD)                                                                                | PPE         | 727.207   | 23,58 | 6     |
|        | Blocco di Sinistra (BE)                                                                                         | GUE/NGL     | 325.534   | 10,55 | 2     |
|        | Coalizione Democratica Unitaria (CDU) • Partito Comunista Portoghese (PCP) • Partito Ecologista "I Verdi" (PEV) | - GUE/NGL - | 228.157   | 7,40  | 2 -   |
|        | CDS - Partito Popolare (CDS-PP)                                                                                 | PPE         | 205.111   | 6,65  | 1     |
|        | Persone-Animali-Natura (PAN)                                                                                    | Verdi/ALE   | 168.501   | 5,46  | 1     |
|        | Aliança | -           | 61.753    | 2,00  | -     |
|        | Livre | -           | 60.575    | 1,96  | -     |
|        | Basta! (Chega - PPM - PPV/CDC)                                                                                  | -           | 49.496    | 1,60  | -     |
|        | Nós, Cidadãos!                                                                                                  | -           | 34.672    | 1,12  | -     |
|        | Iniziativa Liberale (IL)                                                                                        | -           | 29.120    | 0,94  | -     |
|        | Partito Comunista dei Lavoratori Portoghesi (PCTP)                                                              | -           | 27.222    | 0,88  | -     |
|        | Partito Nazionale Rinnovatore (PNR)                                                                             | -           | 16.163    | 0,52  | -     |
|        | Partito Democratico Repubblicano (PDR)                                                                          | -           | 15.789    | 0,51  | -     |
|        | Partido Unido dos Reformados e Pensionistas (PURP)                                                              | -           | 13.582    | 0,44  | -     |
|        | Partito Laburista Portoghese (PTP)                                                                              | -           | 8.640     | 0,28  | -     |
|        | Movimento Alternativa Socialista (MAS)                                                                          | -           | 6.641     | 0,22  | -     |
| Totale | Totale | Totale      | 3.084.508 | 100   | 21    |